# Breakout (album Miley Cyrus)
Breakout je drugi studijski album američke pjevačice i kantautorice Miley Cyrus, objavljen 22. srpnja 2008. u izdanju Hollywood Recordsa. To je prvi Cyrusin album koji nije povezan s njezinim likom u glazbenoj seriji Hannah Montana. Sama Cyrus je napisala većinu pjesama dok je bila na turneji Best of Both Worlds Tour (2007. – 2008.).

## Pozadina i suradnje
Kada je govorila o tome kakav će album biti, Cyrus je istakla kako će pjesme na ovom albumu biti malo drukčije od onih koje je snimala kao Hannah Montana. Izjavila je kako će album biti kreativniji od prvoga. Većinu pjesama je Cyrus sama napisala na turneji Best of Both Worlds od listopada 2007. do siječnja 2008.

## Uspjeh albuma
Album je debitirao na prvom mjestu Billboard 200 liste albuma u Americi, prodavši se u 371.000 kopija u prvom tjednu prodaje. Zatim se sljedeći tjedan album prodao u 163.000 primjeraka te pao na drugo mjesto. Album je sveukupno proveo četrdeset i osam tjedana na listi albuma u SAD-u. "Breakout" je dobio platinastu nakladu u Americi. Album je debitirao i na prvom mjestu u Kanadi, prodavši se u 27.000 primjeraka. Album je drugo mjesto dosegao u Australiji, a na Novom Zelandu četvrto. Album je ušao u top 20 u Njemačkoj, Ujedinjenom Kraljevstvu, Japanu, Austriji, Finskoj, Norveškoj i Poljskoj.

## Kritički osvrt
"Breakout" je sveukupno dobio pozitivne kritike, zaradivši 66 bodova od mogućih 100 od strane Metacritica. Heather Phares iz Allmusica je prokomentirao kako naziv albuma odražava i glazbu na njemu, iako se pjesme bitno ne razlikuju od onih snimljenih kao Hannah Montana. Kerri Mason iz Billboarda je napisala kako je "Breakout" za sve generacije, pa čak i djecu. Sarah Rodman iz The Boston Globea je pak oštro komentirala kako Cryus pokušava sve ljude na neki način u isto vrijeme zadovoljiti ovim glazbenim uratkom.

## Singlovi
- "7 Things" je objavljen kao prvi singl 17. lipnja 2008.[6] te se pretpostavlja kako je pjesma o Nicku Jonasu, Cyrusinom bivšem dečku i članu pop sastava Jonas Brothers. Cyrus nikada nije ni demantirala, a ni potvrdila te tvrdnje.[7] Pjesma je postala hit u mnogim zemljama, ušavši u top deset u SAD-u, Australiji, Japanu i Norveškoj. Album je dobio zlatnu nakladu u Americi.[8]
- "See You Again" (Rock Mafia Remix) je izdan kao drugi singl 21. kolovoza 2008. i to samo u zemljama gdje prvotna verzija nije bila objavljena.[9] Remix je ostvario solidan uspjeh u Njemačkoj, Irskoj, Belgiji i Ujedinjenom Kraljevstvu.[10]
- "Fly on the Wall" je izdan 16. veljače 2009. kao treći i posljednji singl.[11] Mnogi kritičari su tu pjesmu naveli kao najbolju s albuma, iako pjesma nije postigla uspjeh na top listama. Dosegla je tek šesnaesto mjesto u Ujedinjenom Kraljevstvu.[12]

## Popis pjesama
1. "Breakout" - 3:26
2. "7 Things" - 3:33
3. "The Driveway" - 3:43
4. "Girls Just Wanna Have Fun" - 3:06
5. "Full Circle" - 3:14
6. "Fly on the Wall" - 2:31
7. "Bottom of the Ocean"- 3:15
8. "Wake Up America" - 2:46
9. "These Four Walls" - 3:28
10. "Simple Song" - 3:32